# CM-32 Armoured Vehicle
CM-32 "Báo gấm" (雲豹裝甲車 "Yunpao") là một dòng xe chiến đấu bộ binh/xe bọc thép chở quân do Đài Loan phát triển và chế tạo, CM-32 là xe bọc thép 8 bánh lốp được sản xuất cho Lục quân Đài Loan. Nó được thiết kế dựa trên CM-31 6x6 của Timoney Technology Limited of Ireland và được phát triển thêm bởi Ordnance Readiness Development Center.
Theo tờ Taipei Times, nó được đặt tên là báo gấm để chứng tỏ chiếc xe "nhanh nhẹn và cơ động".

## Thiết kế và phát triển

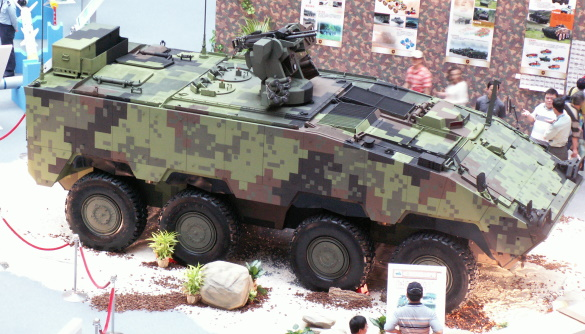
Phiên bản xe bọc thép chở quân CM-32.

Dự án được khởi động vào năm 2002 với chi phí 700 triệu Đài tệ (21,9 triệu đô la Mỹ) cho mỗi chiếc.
Việc sản xuất đại trà bắt đầu vào năm 2007, với đơn đặt hàng ban đầu 600 chiếc. Ước tính 1400 CM-32S có thể sẽ được đưa vào hoạt động. Giáp xung quanh của CM-32 bảo vệ xe khỏi đạn xuyên giáp 7,62 mm, trong khi mặt trước có khả năng chống lại đạn xuyên giáp 12,7 mm. Hệ thống phòng cháy và chữa cháy NBC đạt mức tiêu chuẩn. Xe có khả năng chống mìn và có thể chịu được 12 kg TNT bên dưới bất kỳ bánh xe nào.
CM-32 được trang bị súng phóng lựu tự động 40 mm và một súng máy đồng trục Kiểu 74 7,62 mm. Một biến thể xe chiến đấu bộ binh với một tháp pháo hai người cũng được dự kiến sẽ sản xuất đại trà trong tương lai gần; vũ khí chính của tháp pháo được thiết kế ban đầu là một súng T75 20 mm kết hợp với đạn xuyên cải tiến cùng với hệ thống vũ khí Phalanx Block 1B được đặt hàng bởi Hải quân Đài Loan, nhưng cuối cùng là súng Bushmaster II cỡ 30 mm được chọn để thay thế.
Các kế hoạch biến thể khác gồm xe chỉ huy, xe trinh sát NBC, phiên bản tích hợp pháo (có thể cấu hình với pháo 81 mm, 105 mm hoặc 120 mm).